# Evert Grünvald
Evert Grünvald (ur. 6 kwietnia 2001 w Tallinnie) – estoński piłkarz, występujący na pozycji bramkarza w estońskim klubie Flora Tallinn.

## Kariera
Na podstawie:
| Klub         | Miasto   | Debiut                                   | Sukcesy               | Mecze w międzynarodowych pucharach |
| ------------ | -------- | ---------------------------------------- | --------------------- | ---------------------------------- |
| JK Tabasalu  | Tabasalu | 10 maja 2021 JK Tabasalu 6:0 Läänemaa JK | –                     | –                                  |
| Flora Tallin | Tallinn  | 2 marca 2022 JK Tammeka 0:4 Flora Tallin | - Mistrz Estonii 2022 | –                                  |

## Statystyki

### Klubowe[3]
(aktualne na dzień 10 lipca 2023)
| Klub         | Sezon   | Liga         | Liga  | Liga   | Puchar krajowy | Puchar krajowy | Kontynentalne | Kontynentalne | Suma  | Suma   |
| Klub         | Sezon   | Liga         | Mecze | Bramki | Mecze          | Bramki         | Mecze         | Bramki        | Mecze | Bramki |
| ------------ | ------- | ------------ | ----- | ------ | -------------- | -------------- | ------------- | ------------- | ----- | ------ |
| JK Tabasalu  | 2021    | Esiliiga B   | 4     | 0      | 0              | 0              | –             | –             | 4     | 0      |
| JK Tabasalu  | Łącznie | Łącznie      | 4     | 0      | 0              | 0              | 0             | 0             | 4     | 0      |
| Flora Tallin | 2022    | Meistriliiga | 5     | 0      | 2              | 0              | –             | –             | 7     | 0      |
| Flora Tallin | 2023    | Meistriliiga | 20    | 0      | 1              | 0              | –             | –             | 21    | 0      |
| Flora Tallin | Łącznie | Łącznie      | 25    | 0      | 3              | 0              | 0             | 0             | 28    | 0      |
| Flora Tallin | Łącznie | Łącznie      | 29    | 0      | 3              | 0              | 0             | 0             | 32    | 0      |

## Osiągnięcia
Na podstawie:

### Klubowe
- Mistrz Estonii 2022 (Flora Tallin)
- Mistrz Estonii U-17 2016/17 (Flora Tallin)